# Генератор зла
«Генера́тор зла» — седьмой студийный альбом группы «Ария». Вышел в мае 1998 года. Это также первый альбом, в котором присутствуют песни Сергея Терентьева. В песне «Пытка тишиной» Виталий Дубинин выступил в роли вокалиста — впервые в этом качестве в «Арии». Первый альбом группы, где нет песен, одноимённых названию альбома. Второй альбом с такой особенностью — «Армагеддон».

## История создания
Альбом «Генератор зла» «Ария» записывала в собственной студии. Появление этой пластинки вывело творчество коллектива на новый качественный уровень. Это обычно записывают в заслуги гитаристам Владимиру Холстинину и Сергею Терентьеву, успевшим к моменту начала записи неплохо сыграться.
Названием альбома стала часть строчки из открывающей пластинку композиции «Смотри!» («Наш ум — генератор зла»). В качестве альтернативных названий Пушкина предлагала музыкантам «Грязь» или «Обман», однако оба они были отвергнуты как неподходящие. Обложку альбома нарисовал Юрий Колтыгин, она иллюстрирует песню «Отшельник». На обложке помимо иллюстрации, также есть логотип группы, название альбома отсутствует. Другим альбомом группы с подобным оформлением обложки является дебютный альбом «Мания величия».
Все тексты в альбоме написаны Маргаритой Пушкиной. Подробности создания текстов описаны в книге «Ария Маргариты». Маргарита Пушкина посчитала самой слабой песней в альбоме «Дьявольский зной», а самой любимой из всех ею написанных — «Беги за солнцем».
Песня «Обман» написана по мотивам стихотворения Николая Гумилёва «Гиена». «Замкнутый круг» называют единственной песней «Арии» о себе самих. К 25-летию «Арии» на эту песню был сделан ремикс для «Нашего Радио». Отдельно был записан дополнительный вокал Артура Беркута и наложен на оригинальную версию песни с предыдущим вокалистом группы Валерием Кипеловым.
В альбоме присутствуют песни разнообразной тематики. В песне «Смотри!» используется частая тема конца света, «Дезертир» имеет антивоенную тематику, «Обман» и «Грязь» — о власти (истинный смысл песни «Грязь» кроется в клипе, который повествует о Сексуальном скандале Клинтона — Левински). Также в альбоме присутствуют три баллады: «Закат» (лирическая), «Пытка тишиной» и «Замкнутый круг» (философская).
Альбом стал последним из пяти альбомов подряд, для которых Дубинин и Холстинин написали музыку в соавторстве, далее композиторы писали треки по отдельности.

## Список композиций
Слова всех песен написаны Маргаритой Пушкиной.
| №   | Название           | Музыка                            | Английское издание | Длительность |
| --- | ------------------ | --------------------------------- | ------------------ | ------------ |
| 1.  | «Смотри!»          | Виталий Дубинин                   | Behold!            | 4:28         |
| 2.  | «Грязь»            | Сергей Терентьев, Валерий Кипелов | Dirt               | 4:43         |
| 3.  | «Дезертир»         | Дубинин                           | Deserter           | 6:29         |
| 4.  | «Пытка тишиной»    | Дубинин, Владимир Холстинин       | Torture by Silence | 5:52         |
| 5.  | «Беги за солнцем»  | Дубинин                           | Run for the Sun    | 6:11         |
| 6.  | «Обман»            | Дубинин, Холстинин                | Deceit             | 5:17         |
| 7.  | «Отшельник»        | Дубинин                           | Hermit             | 5:37         |
| 8.  | «Закат»            | Кипелов                           | Sunset             | 4:50         |
| 9.  | «Дьявольский зной» | Терентьев                         | Diabolic Heat      | 4:53         |
| 10. | «Замкнутый круг»   | Холстинин                         | Closed Circle      | 6:48         |

## Участники записи
- Валерий Кипелов — вокал.
- Владимир Холстинин — гитара, акустическая гитара, клавишные (10).
- Сергей Терентьев — гитара, клавишные (2, 9).
- Виталий Дубинин — бас-гитара, вокал (4), клавишные (1, 3—5, 7, 8).
- Александр Манякин — ударные.

В концертном туре «Генератор зла» барабанщик Александр Манякин не принимал участия, т. к. у него была сломана рука. За него играл бывший «арийский» барабанщик Максим Удалов, который позже, в 2002 году снова и окончательно вернулся в «Арию».
- Запись студии АРИЯ рекордс
- Запись барабанов — Евгений Трушин
- Мастеринг студии Saturday Mastering
- Режиссёр мастеринга — Андрей Субботин
- Исполнительный продюсер — Алексей Лазовацкий
- Технический персонал — Валерий Шишаков, Олег Лычагин, Евгений Шидловский, Сергей Степанов
- На обложке работа художника Юрия Колтыгина
- Художник — Василий Гаврилов
- Фотограф — Надир Чанышев
- Компьютерный дизайн — Павел Семёнов

## Клипы к альбому
1. «Отшельник» (1998)
2. «Грязь» (1998)